# Simony Diamond
Pour les articles homonymes, voir Diamond.
Simony Diamond, née le 21 juillet 1983 à Budapest, Hongrie, est une actrice de films pornographiques hongroise.

## Biographie
Elle arbore deux tatouages à l'extrémité supérieure du bras gauche.

## Récompenses et nominations
- 2005 AVN Award nommée – Best Solo Sex Scene – Millionaire
- 2009 Hot d'Or nommée – Best European Actress – Billionaire
- 2010 AVN Award nommée – Best All-Girl Three-Way Sex Scene – Cindy Hope Is Fresh on Cock

## Filmographie sélective
Simony Diamond compte 192 films à son actif d'après IAFD. Les vidéos sont classées par date de parution puis par ordre alphabétique.
| Titre de la vidéo                | Producteur            | Partenaires                             | Parution |
| -------------------------------- | --------------------- | --------------------------------------- | -------- |
| Anal Seduction 1                 | Hustler               | Frank Gun, Leslie Taylor                | 2003     |
| Anal Thrills                     | Lex Drill Productions | Manuel Ferrara, Steve Holmes            | 2003     |
| Ass Angels 1                     | New Sensations        | Nick Lang                               | 2003     |
| Ass Cream Pies 3                 | Anabolic Video        | Mano                                    | 2003     |
| Christoph's Beautiful Girls 12   | Evil Angel            | Greg Centauro                           | 2003     |
| Desires of the innocent          | New Sensations        | Lauro Giotto                            | 2003     |
| 2 Chicks 1 Dick                  | Cinema Play           |                                         | 2004     |
| Ass Maniacs                      | Adrenaline Rush       | Leslie Taylor, Mike Foster, other guy   | 2004     |
| Anal Fixation                    | Maximum Grind         |                                         | 2004     |
| Assman 26                        | Anabolic Video        | Choky Ice, David Perry, Richard Langin  | 2004     |
| Cherry Bomb 2                    | Zero Tolerance        | Nick Lang, Bruno SX                     | 2004     |
| Cluster Bang 2                   | Twisted Tommy Legend  | Max Payne, Ricardo Bell                 | 2004     |
| Crack Her Jack 3                 | Evil Angel            | Greg Centauro, James Brossman           | 2004     |
| First Class Euro Sluts 2         | Red Light District    | David Perry                             | 2004     |
| The Private Life of Stacy Silver | Private Media Group   | Stacy Silver, Philippe Dean, George Uhl | 2004     |
| Women Seeking Women 9            | Girlfriends Films     | Jennifer Reed                           | 2004     |
| Anal Antics                      | Legend                | Leslie Taylor, Bob Terminator           | 2005     |
| Ass Crackin' 6                   | Digital Sin           | Dillon Day                              | 2005     |
| Ass Jam                          | Twisted Tommy         |                                         | 2005     |
| Assman 28                        | Anabolic Video        |                                         | 2005     |
| Ass Pounders 5                   | Legend Video          |                                         | 2005     |
| Ass Wide Open 6                  | Digital Sin           |                                         | 2005     |
| Butt Gallery 4                   | Lex Drill Productions |                                         | 2005     |
| College Girl Revenge             | Private Media Group   |                                         | 2005     |
| Crazed Coochies                  | Twisted Tommy Legend  |                                         | 2005     |
| Cum On My Face 2                 | Private Media Group   |                                         | 2005     |
| Euro Domination 5                | Evil Angel            |                                         | 2005     |
| Girls on Girls 3                 | New Sensations        |                                         | 2005     |
| 2 Hot 2 Handle'                  | Paradise Film, Ge     |                                         | 2006     |
| Abgepflastert                    | EVP, Ge               |                                         |          |
| All You Can Eat 2                | Zero Tolerance        |                                         | 2006     |
| Ass Reamers 2                    | Swank Digital         |                                         | 2006     |
| Anal Empire 1                    | 21sextury             |                                         | 2006     |
| Cum Hungry Leave Full 1          | Zero Tolerance        |                                         | 2006     |
| Golden Girls 7                   | H2 Video              |                                         | 2006     |
| Clit Club                        | 21 Sextury            |                                         | 2007     |
| Girls on Girls 13                | New Sensations        |                                         | 2007     |
| Anal Dreams                      | Playhouse             |                                         | 2008     |
| Glamour Dolls 1                  | Pink'O                |                                         | 2008     |
| Anal Tsunami                     | Pure Filth            |                                         |          |
| Ass Drippers 4                   | Paradise Film, Ge     |                                         |          |
| Beautiful Girls 14               | Evil Angel            |                                         |          |
| Black Widow                      | LUXx, Hu              |                                         |          |
| Open-Air-Fick                    | EVP, Ge               |                                         |          |